# Rekenhuur
Rekenhuur is een term uit de Wet op de huurtoeslag. Het is de kale huur plus enkele subsidiabele servicekosten zoals lift, verlichting, schoonmaakkosten, huismeester en gemeenschappelijke ruimten. Het gaat om vier categorieën. Voor elke wordt maximaal € 12 per maand meegeteld.
Voor de liberalisatiegrens in de huurprijsregelgeving is de rekenhuur niet van belang. Daar gaat het om de (oorspronkelijke) kale huur, hoewel het bedrag van de liberalisatiegrens gelijk is aan dat van de huurtoeslaghuurprijsgrens: € 710,68 (2018) per maand. Het kan dus zijn dat bij aanvang van de huur de kale huur laag genoeg is voor een sociale huurwoning, maar de rekenhuur te hoog is voor huurtoeslag.
De regering is van plan de aparte rekenhuur af te schaffen, de rekenhuur wordt dan gelijk aan de kale huur. De servicekosten worden dan niet meer gesubsidieerd. In een later stadium wordt de huurtoeslag helemaal onafhankelijk van de feitelijke huurprijs.